# Mšeno nad Nisou
Mšeno nad Nisou (německy Grünwald) je částí města Jablonec nad Nisou v okrese Jablonec nad Nisou, kraj Liberecký. Leží na jeho severovýchodním okraji.
Část katastrálního území Mšeno nad Nisou přiléhající k severnímu okraji katastrálního území Jablonecké Paseky (oblast ulic Tichá, U Lesa, Jindřichovská, Pod Lesem až k Podhorské ulici) patří k místní části Jablonecké Paseky. Místní část Jablonecké Paseky tak rozděluje na dvě části místní část Mšeno nad Nisou a z oblasti kolem ulic Lučanská, Zahradní a Konečná tak činí exklávu místní části Mšeno nad Nisou, ačkoliv katastrální území Mšeno nad Nisou je souvislé.

## Historie

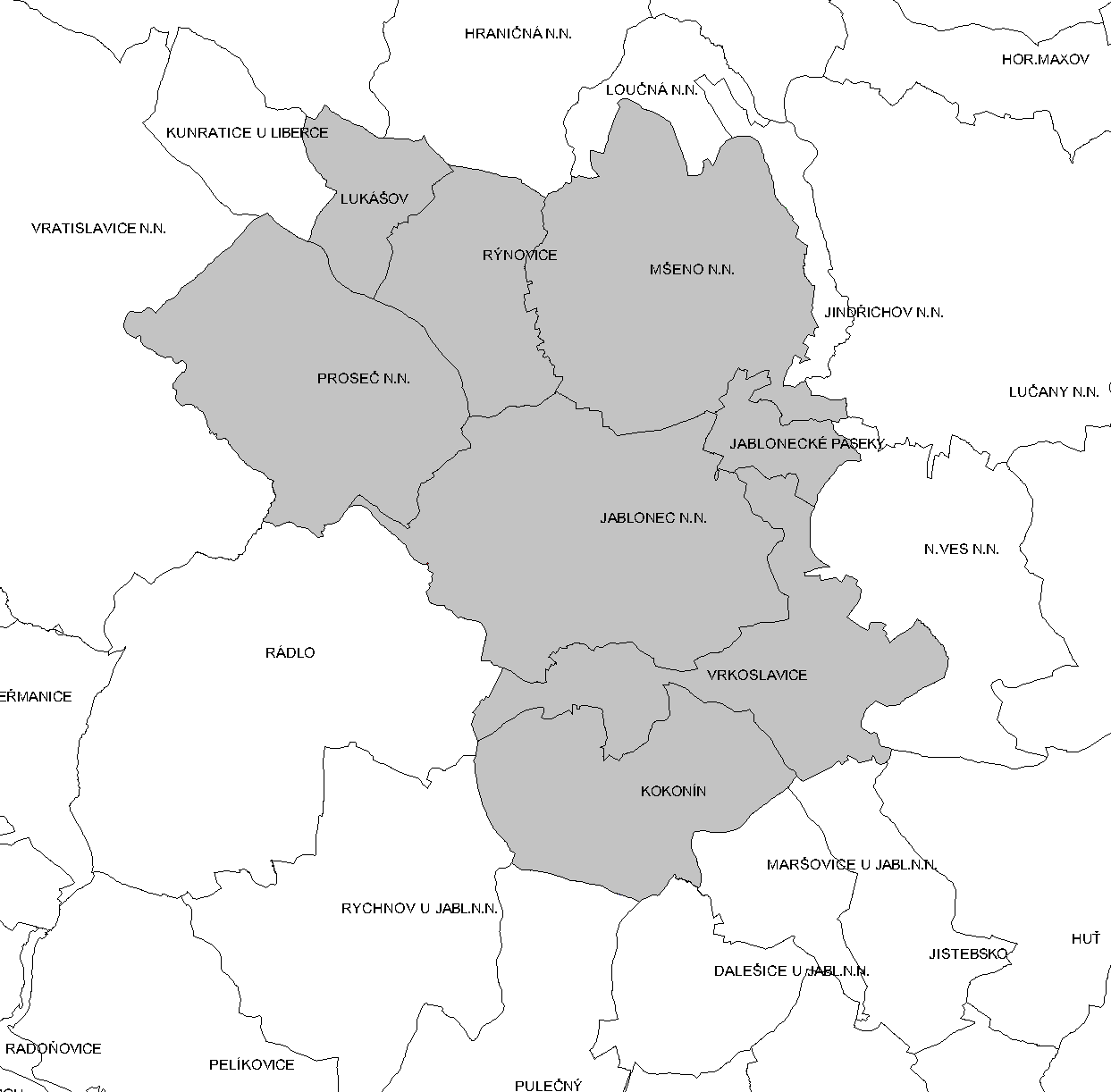
Katastrální území Jablonce nad Nisou

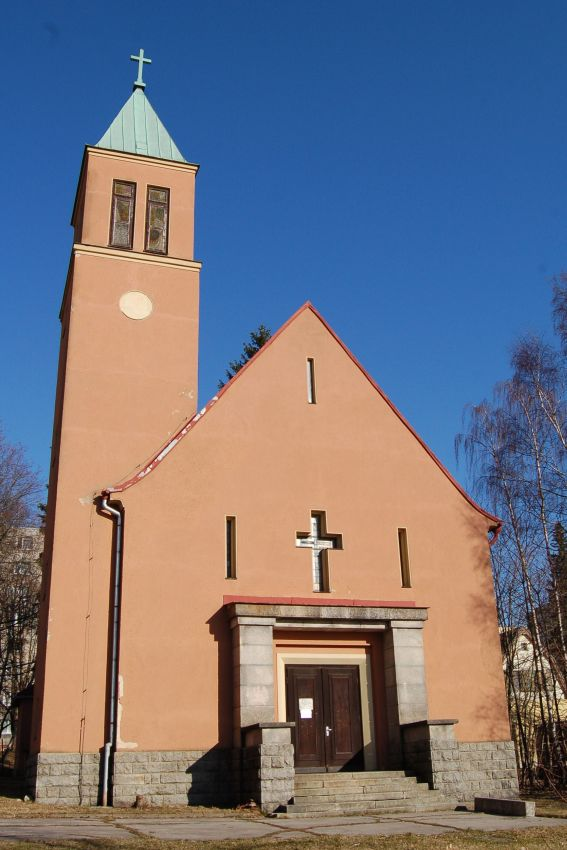
Kostel Nejsvětější trojice

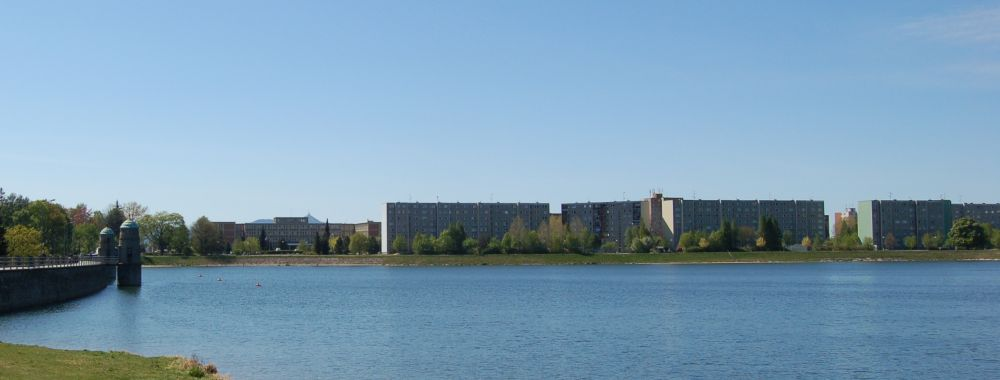
Přehrada a sídliště

Počátky vesnice sahají do roku 1548, kdy byla založena v této oblasti založena sklářská huť . Menší vesnicí se Mšeno stalo až po roce 1635. Koncem 18. století byla vystavěna kaplička svaté Anny (1780, ve stejné době došlo k rozvoji sklářského a textilního průmyslu. V roce 1906 zdejší přádelnu bavlny zakoupil a rozšířil Isidor Mautner. V květnu 1900 byla obec spojena s Jabloncem a Rýnovicemi elektrickou dráhou. V roce 1910 byla dokončena Mšenská nádrž. Od roku 1912 bylo Mšeno městysem.
V roce 1962 bylo Mšeno sloučeno s Jabloncem nad Nisou. Počátkem 80. let minulého století bylo staré Mšeno zbouráno a na jeho místě vyrostlo největší stejnojmenné jablonecké sídliště.

## Pamětihodnosti
- Kostel Nejsvětější Trojice – římskokatolický kostel
- Kaple svaté Anny

## Současnost

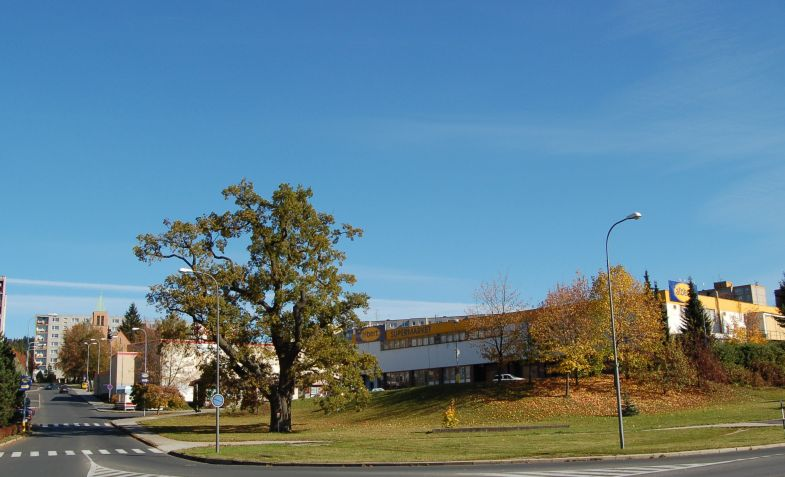
Chráněný dub ve Mšeně

Mšeno patří mezi největší čtvrti Jablonce nad Nisou s bezmála 10 tisíci obyvateli (9 833, dle ČSÚ). Vedle obytné plní též funkci sportovně-rekreační. Významná je v této oblasti již zmiňovaná mšenská přehrada s kvalitními podmínkami pro letní sporty a koupání. V nedalekých Břízkách leží sportovní areál (kopaná, tenis, squash, běžecké lyžování, biathlon) s hotelem. V blízkosti Bílé Nisy nalezneme další velký sportovní areál (kopaná, baseball), který se stále rozšiřuje. Nedaleko čtvrti stojí ještě jablonecká městská sportovní hala a plavecký stadion.
Mšeno leží na okraji CHKO Jizerské hory. V blízkosti Palackého ulice rostou dva chráněné stromy: javor (Acer pseudoplatanus) a dub (Quercus robur).
Ve čtvrti stojí čtyři z devíti jabloneckých supermarketů.

## Doprava
Dříve Mšeno leželo v síti jabloneckých tramvají, po jejím zrušení v roce 1965 sem nyní zajíždějí pouze městské autobusy Dopravního podniku měst Liberce a Jablonce nad Nisou.